# Drganja sela
Drganja sela este o localitate din comuna Straža, Slovenia, cu o populație de 162 de locuitori.